# Zandbulten
Zandbulten (Fries: Sânbulten) is een voormalige buurtschap in de gemeente Noardeast-Fryslân die sinds 1971 als streek bij Kollumerzwaag wordt gerekend; in vroeger tijd was het een buurschap van Westergeest. Een vroegere spotnaam is Pella, naar de Bijbelse wijkplaats. Het vormt het zuidelijke deel van Kollumerzwaag, waarmee het verbonden is door de Koarteloane (Kortelaan).

## Geschiedenis
Zandbulten is vanaf eind 18de eeuw als heideontginningsdorp tot ontwikkeling gekomen. De eerste vermelding dateert van 1847. Net als andere heideontginningsdorpen als Zwaagwesteinde en Twijzelerheide betrof het hier zeer schamele plaggenhutten (zogenaamde 'spitketen') met een arme bevolking.
Vanaf 1866 werd de plaats doorsneden door de spoorbaan van Leeuwarden naar Groningen. Vlak ten zuiden van Zandbulten lag tussen 1921 en 1938 Stopplaats Veenklooster-Twijzel, waardoor de buurt minder geïsoleerd kwam te liggen.
Vanaf de tweede helft van de 19e eeuw was de ontginning van de heide grotendeels voltooid. Pas na de invoering van de Woningwet in 1901 kwam er volkshuisvesting tot stand in de vorm van zeven bakstenen woningen aan het Wyldpaed. Deze woningen waren tevens voorzien van een schuur ten behoeve van kleinvee en opslag van akkerbouwproducten. Dit woningtype werd naar de benaming voor de schuur ook wel krimpje genoemd. In de loop van de twintigste eeuw werden de paden bestraat en verdwenen de hutten.
Na de Tweede Wereldoorlog werden meestal vrijstaande woningen op ruime kavels gebouwd, maar er ontstond ook nog sociale woningbouw, zoals een complex van 24 woningen aan de Fedde de Vriesstraat. Vanaf 1971 is Zandbulten geen aparte woonplaats meer, maar wordt tot Kollumerzwaag gerekend.
Steden, dorpen en gehuchten: Aalsum · Anjum · Augsbuurt · Birdaard · Blija · Bornwird · Brantgum · Burum · Dokkum · Ee · Engwierum · Ferwerd · Foudgum · Genum · Hallum · Hantum · Hantumeruitburen · Hantumhuizen · Hiaure · Hogebeintum · Holwerd · Janum · Jislum · Jouswier · Kollum · Kollumerpomp · Kollumerzwaag · Lichtaard · Lioessens · Marrum · Metslawier · Munnekezijl · Moddergat · Morra · Nes · Niawier · Oosternijkerk · Oostmahorn · Oostrum · Oudwoude · Paesens · Raard · Reitsum · Ternaard · Triemen · Veenklooster · Waaxens · Wanswerd · Warfstermolen · Westergeest · Wetsens · Wierum · Zwagerbosch

Buurtschappen: Abbewier · Bartlehiem (deels) · Beintemahuis · Betterwird · Bollingawier · Bonte Hond · Bornwirdhuizen · Boteburen · Brandeburen · De Dellen · De Keegen · De Kolk · De Leegte · De Rijp · De Wirden · De Schans · Dijkshorne · Dokkumer Nieuwe Zijlen · Drieboerehuizen · Ezumazijl · Groot Medhuizen · Halfweg · Hallumerhoek · Hanenburg · Hantumerhoek · Huis ter Noord · Kettingwier · Klein Medhuizen · Kletterbuurt · Kollumeroudzijl · Krabburen · Laagland · Lutkewier · Molenbuurt · Nieuwland · Oudeterp · Oudwouderzijlen · Reidswal · Scharnehuizen · Stiem · Teerd · Teijeburen · Tergracht (deels) · Ter Lune · Tibma · Tilburen · Tiltjeburen · Vaardeburen · Veldburen · Vijfhuizen (Hallum) · Vijfhuizen (Ternaard) · Visbuurt · Weerdeburen · Westerburen · Westernijkerk · Wie · Wijgeest · Zevenhuizen

Streken: 't Schoor · Galilea · It Paradyske · Lutkelaard · Sibrandahuis · Steenharst · Steenvak · Wildpad (deels) · Zandbulten · Zwagerveen

Friesland: Steden en dorpen      Nederland: Provincies · Gemeenten